# Fröjered
För andra betydelser, se Fröjered (olika betydelser).
Fröjered är kyrkbyn i Fröjereds socken och en småort i Tidaholms kommun, Västra Götalands län.
Fröjereds kyrka ligger här.
I Fröjered finns en skola med förskola och grundskola till årskurs 3.